# 중평로
중평로(Jungpyeong-ro)는 울산광역시 울주군 삼남읍 교동리와 언양읍 남부리 남천교사거리를 연결하는 도로이다.

## 노선 경로
- 평리입구 - 반구대로 (국도 제35호선)
- 남천교사거리 - 남천로
- 남천교 (태화강)
- 남문길와 직결

## 주요 건물 및 시설
- 부산은행 언양지점 (중평로 27/교동리 1598-6)
- 쉐보레 언양전시장 (중평로 37/교동리 1597-8)
- 롯데하이마트 언양점 (중평로 41/교동리 1597-10)
- GS칼텍스 강변주유소 (중평로 85/교동리 1499-151)